# Адміністративний устрій Чорнухинського району
Адміністративний поділ Чорнухинського району — адміністративно-територіальний поділ Чорнухинського району Полтавської області на 1 селищну громаду і 4 сільських рад, які об'єднують 41 населений пункт.

## Список  громадЧорнухинського району
| № | Назва                        | Центр       | Населені пункти | Площа км² | Місце за площею | Населення (2001), чол. | Місце за населенням |
| - | ---------------------------- | ----------- | --- | --------- | --------------- | ---------------------- | ------------------- |
| 1 | Чорнухинська селищна громада | смт Чорнухи | смт Чорнухи c. Білоусівка с. Богданівка с. Бондарі c. Вороньки с. Гайки с. Галяве c. Гільці с. Городище с. Загребелля c. Кізлівка с. Ковалі с. Красне с. Липове с. Лісова Слобідка c. Мелехи c. Мокіївка с. Нехристівка с. Нова Діброва с. Нова Петрівщина с. Пацали с. Пізники с. Піски-Удайські c. Постав-Мука с. Синяківщина с. Суха Лохвиця с. Сухоносівка c. Харсіки с. Яцюкове |           |                 |                        |                     |

## Список сільських радЧорнухинського району
| № | Назва                       | Центр          | Населені пункти                            | Площа км² | Місце за площею | Населення (2001), чол. | Місце за населенням |
| - | --------------------------- | -------------- | ------------------------------------------ | --------- | --------------- | ---------------------- | ------------------- |
| 1 | Богодарівська сільська рада | c. Богодарівка | c. Богодарівка с. Голотівщина с. Осняг     |           |                 | 564                    | 4                   |
| 2 | Куріньківська сільська рада | c. Курінька    | c. Курінька с. Нетратівка с. Скибинці      |           |                 | 624                    | 2                   |
| 3 | Луговиківська сільська рада | c. Луговики    | c. Луговики с. Бубни                       |           |                 | 820                    | 1                   |
| 4 | Хейлівщинська сільська рада | c. Хейлівщина  | c. Хейлівщина с. Олександрівка с. Чаплинка |           |                 | 616                    | 3                   |

* Примітки: смт — селище міського типу, с. — село

## Колишні населені пункти
- Новий Артополот († 2003)
- Біличеве († 2014)